# Oxynoemacheilus theophilii
Oxynoemacheilus theophilii és una espècie de peix de la família dels balitòrids i de l'ordre dels cipriniformes.

## Morfologia
Els mascles poden assolir els 6,6 cm de longitud total.

## Distribució geogràfica
Es troba a Grècia (Lesbos) i Turquia.